# Torneio Pré-Olímpico de Voleibol Feminino de 2023
O Torneio Pré-Olímpico de Voleibol Feminino de 2023 foi uma competição qualificatória para os Jogos Olímpicos de Verão de 2024 organizada pela Federação Internacional de Voleibol (FIVB). Concedeu seis vagas para o torneio feminino e foi realizado em três países entre os dias 16 e 24 de setembro.

## Fórmula da disputa
Etapa 1 - Torneio qualificatório olímpico
As equipes foram distribuídas em 3 grupos de 8 equipes cada. Cada equipe jogou com as outras 7 equipes do próprio grupo e foi classificada de acordo com o sistema padrão de classificação de equipes. As 2 melhores equipes classificadas por grupo se classificaram para os Jogos Olímpicos de Verão de 2024.
Etapa 2 - Seleção de universalidade
As cinco vagas restantes serão preenchidas pelas cinco seleções ainda não classificadas de acordo com o ranking da FIVB a partir do final da fase preliminar da Liga das Nações de 2024 (exceto a seleção da França, que se classificou como anfitriã do evento). Para garantir o princípio da universalidade, essas equipes serão selecionadas pela seguinte ordem de prioridade: 
1. Equipe(s) de continente(s) sem equipe(s) qualificada(s);
2. Equipe(s) de ponta ainda não qualificada(s).[4]

## Composição dos grupos
O sorteio dos grupos ocorreu no dia 17 de março de 2023, em Lausanne, Suíça. Entre parênteses está a posição de cada equipe no ranking da FIVB na data do sorteio.
| Grupo A                  | Grupo B         | Grupo C            |
| ------------------------ | --------------- | ------------------ |
| China (5)                | Japão (6)       | Polônia (10)       |
| Sérvia (1)               | Brasil (3)      | Itália (2)         |
| República Dominicana (9) | Turquia (7)     | Estados Unidos (4) |
| Países Baixos (12)       | Bélgica (11)    | Alemanha (13)      |
| Canadá (14)              | Bulgária (16)   | Tailândia (15)     |
| Chéquia (18)             | Porto Rico (17) | Colômbia (19)      |
| México (20)              | Argentina (22)  | Coreia do Sul (23) |
| Ucrânia (24)             | Peru (26)       | Eslovênia (25)     |

## Locais das partidas
| Grupo A                        | Grupo B                                 | Grupo C                     |
| Ginásio Beilun · Ningbo, China | Ginásio Nacional Yoyogi · Tóquio, Japão | Atlas Arena · Łódź, Polônia |
| ------------------------------ | --------------------------------------- | --------------------------- |
|                                |                                         |                             |
| Capacidade: 8 000              | Capacidade: 13 291                      | Capacidade: 13 806          |

## Resultados
|  | Classificadas para os Jogos Olímpicos de 2024 |

### Grupo A
- As partidas seguem o horário local (UTC+8).

|     |                      |     | Jogos | Jogos | Jogos | Resultados | Resultados | Resultados | Resultados | Resultados | Resultados | Sets | Sets | Sets  | Pontos | Pontos | Pontos |
| Pos | Equipe               | Pts | T     | V     | D     | 3–0        | 3–1        | 3–2        | 2–3        | 1–3        | 0–3        | V    | P    | R     | V      | P      | R      |
| --- | -------------------- | --- | ----- | ----- | ----- | ---------- | ---------- | ---------- | ---------- | ---------- | ---------- | ---- | ---- | ----- | ------ | ------ | ------ |
| 1   | República Dominicana | 17  | 7     | 6     | 1     | 2          | 2          | 2          | 1          | 0          | 0          | 20   | 9    | 2.222 | 670    | 597    | 1.122  |
| 2   | Sérvia               | 15  | 7     | 5     | 2     | 4          | 1          | 0          | 0          | 2          | 0          | 17   | 7    | 2.429 | 576    | 507    | 1.136  |
| 3   | Canadá               | 14  | 7     | 5     | 2     | 2          | 1          | 2          | 1          | 0          | 1          | 17   | 11   | 1.545 | 615    | 600    | 1.025  |
| 4   | China                | 14  | 7     | 4     | 3     | 3          | 1          | 0          | 2          | 1          | 0          | 17   | 10   | 1.700 | 620    | 544    | 1.140  |
| 5   | Países Baixos        | 13  | 7     | 4     | 3     | 3          | 0          | 1          | 2          | 0          | 1          | 16   | 11   | 1.455 | 599    | 561    | 1.068  |
| 6   | Ucrânia              | 6   | 7     | 2     | 5     | 0          | 2          | 0          | 0          | 1          | 4          | 7    | 17   | 0.412 | 493    | 563    | 0.876  |
| 7   | Chéquia              | 5   | 7     | 2     | 5     | 0          | 1          | 1          | 0          | 2          | 3          | 8    | 18   | 0.444 | 545    | 610    | 0.893  |
| 8   | México               | 0   | 7     | 0     | 7     | 0          | 0          | 0          | 0          | 2          | 5          | 2    | 21   | 0.095 | 435    | 571    | 0.762  |

| Data   | Hora  |                      | Placar |                      | Set 1 | Set 2 | Set 3 | Set 4 | Set 5 | Total   | Relatório |
| ------ | ----- | -------------------- | ------ | -------------------- | ----- | ----- | ----- | ----- | ----- | ------- | --------- |
| 16 set | 10:00 | Sérvia               | 3–0    | México               | 25–16 | 25–19 | 25–23 |       |       | 75–58   | Relatório |
| 16 set | 13:00 | República Dominicana | 2–3    | Chéquia              | 21–25 | 25–21 | 21–25 | 26–24 | 12–15 | 105–110 | Relatório |
| 16 set | 16:20 | Países Baixos        | 2–3    | Canadá               | 30–32 | 25–19 | 25–15 | 17–25 | 13–15 | 110–106 | Relatório |
| 16 set | 19:30 | China                | 3–0    | Ucrânia              | 25–21 | 25–18 | 25–21 |       |       | 75–60   | Relatório |
| 17 set | 10:00 | Países Baixos        | 3–0    | Chéquia              | 25–13 | 25–18 | 25–21 |       |       | 75–52   | Relatório |
| 17 set | 13:00 | República Dominicana | 3–2    | Canadá               | 25–17 | 22–25 | 23–25 | 25–18 | 15–12 | 110–97  | Relatório |
| 17 set | 16:00 | Sérvia               | 3–0    | Ucrânia              | 25–18 | 25–18 | 25–16 |       |       | 75–52   | Relatório |
| 17 set | 19:30 | China                | 3–0    | México               | 25–14 | 25–18 | 25–7  |       |       | 75–39   | Relatório |
| 19 set | 10:00 | Sérvia               | 3–0    | Canadá               | 25–19 | 25–17 | 25–21 |       |       | 75–57   | Relatório |
| 19 set | 13:00 | República Dominicana | 3–0    | Ucrânia              | 25–17 | 25–21 | 31–29 |       |       | 81–67   | Relatório |
| 19 set | 16:00 | Países Baixos        | 3–0    | México               | 25–18 | 25–18 | 25–17 |       |       | 75–53   | Relatório |
| 19 set | 19:30 | China                | 3–0    | Chéquia              | 25–12 | 25–16 | 25–23 |       |       | 75–51   | Relatório |
| 20 set | 10:00 | Países Baixos        | 3–0    | Ucrânia              | 25–23 | 25–21 | 25–16 |       |       | 75–60   | Relatório |
| 20 set | 13:00 | República Dominicana | 3–0    | México               | 25–17 | 27–25 | 25–16 |       |       | 77–58   | Relatório |
| 20 set | 16:00 | Sérvia               | 3–1    | Chéquia              | 25–20 | 25–22 | 30–32 | 25–20 |       | 105–94  | Relatório |
| 20 set | 19:30 | China                | 2–3    | Canadá               | 26–28 | 25–15 | 23–25 | 25–22 | 15–17 | 114–107 | Relatório |
| 22 set | 10:00 | Sérvia               | 1–3    | República Dominicana | 23–25 | 25–18 | 23–25 | 17–25 |       | 88–93   | Relatório |
| 22 set | 13:00 | Canadá               | 3–1    | Ucrânia              | 25–22 | 23–25 | 25–12 | 25–11 |       | 98–70   | Relatório |
| 22 set | 16:00 | Chéquia              | 3–1    | México               | 25–17 | 25–19 | 18–25 | 29–27 |       | 97–88   | Relatório |
| 22 set | 19:30 | China                | 2–3    | Países Baixos        | 25–18 | 26–24 | 19–25 | 24–26 | 13–15 | 107–108 | Relatório |
| 23 set | 10:00 | Chéquia              | 1–3    | Ucrânia              | 25–12 | 23–25 | 18–25 | 15–25 |       | 81–87   | Relatório |
| 23 set | 13:00 | Canadá               | 3–0    | México               | 25–22 | 25–22 | 25–17 |       |       | 75–61   | Relatório |
| 23 set | 16:00 | Sérvia               | 3–0    | Países Baixos        | 25–19 | 25–16 | 25–20 |       |       | 75–55   | Relatório |
| 23 set | 19:30 | China                | 1–3    | República Dominicana | 23–25 | 25–21 | 14–25 | 14–25 |       | 76–96   | Relatório |
| 24 set | 10:00 | México               | 1–3    | Ucrânia              | 12–25 | 22–25 | 25–22 | 19–25 |       | 78–97   | Relatório |
| 24 set | 13:00 | Canadá               | 3–0    | Chéquia              | 25–20 | 25–19 | 25–21 |       |       | 75–60   | Relatório |
| 24 set | 16:00 | República Dominicana | 3–2    | Países Baixos        | 25–20 | 20–25 | 25–19 | 23–25 | 15–12 | 108–101 | Relatório |
| 24 set | 19:30 | China                | 3–1    | Sérvia               | 23–25 | 25–22 | 25–14 | 25–22 |       | 98–83   | Relatório |

### Grupo B
- As partidas seguem o horário local (UTC+9).
- A melhor equipe deste grupo conquistou automaticamente o título da Copa do Mundo de 2023.[5]

|     |            |     | Jogos | Jogos | Jogos | Resultados | Resultados | Resultados | Resultados | Resultados | Resultados | Sets | Sets | Sets  | Pontos | Pontos | Pontos |
| Pos | Equipe     | Pts | T     | V     | D     | 3–0        | 3–1        | 3–2        | 2–3        | 1–3        | 0–3        | V    | P    | R     | V      | P      | R      |
| --- | ---------- | --- | ----- | ----- | ----- | ---------- | ---------- | ---------- | ---------- | ---------- | ---------- | ---- | ---- | ----- | ------ | ------ | ------ |
| 1   | Turquia    | 21  | 7     | 7     | 0     | 4          | 3          | 0          | 0          | 0          | 0          | 21   | 3    | 7,000 | 603    | 468    | 1.288  |
| 2   | Brasil     | 16  | 7     | 6     | 1     | 4          | 0          | 2          | 0          | 0          | 1          | 18   | 7    | 2.571 | 585    | 479    | 1.221  |
| 3   | Japão      | 16  | 7     | 5     | 2     | 5          | 0          | 0          | 1          | 1          | 0          | 18   | 6    | 3,000 | 567    | 463    | 1.225  |
| 4   | Porto Rico | 11  | 7     | 4     | 3     | 1          | 2          | 1          | 0          | 0          | 3          | 12   | 13   | 0.923 | 529    | 552    | 0.958  |
| 5   | Argentina  | 8   | 7     | 3     | 4     | 1          | 0          | 2          | 1          | 1          | 2          | 12   | 16   | 0.750 | 565    | 608    | 0.929  |
| 6   | Bélgica    | 6   | 7     | 2     | 5     | 2          | 0          | 0          | 0          | 1          | 4          | 7    | 15   | 0.467 | 461    | 508    | 0.907  |
| 7   | Bulgária   | 5   | 7     | 1     | 6     | 1          | 0          | 0          | 2          | 1          | 3          | 8    | 18   | 0.444 | 502    | 583    | 0.861  |
| 8   | Peru       | 1   | 7     | 0     | 7     | 0          | 0          | 0          | 1          | 1          | 5          | 3    | 21   | 0.143 | 424    | 575    | 0.737  |

| Data   | Hora  |            | Placar |            | Set 1 | Set 2 | Set 3 | Set 4 | Set 5 | Total   | Relatório |
| ------ | ----- | ---------- | ------ | ---------- | ----- | ----- | ----- | ----- | ----- | ------- | --------- |
| 16 set | 10:00 | Bélgica    | 3–0    | Bulgária   | 25–19 | 26–24 | 25–21 |       |       | 76–64   | Relatório |
| 16 set | 13:00 | Turquia    | 3–0    | Porto Rico | 25–19 | 25–16 | 25–14 |       |       | 75–49   | Relatório |
| 16 set | 16:00 | Brasil     | 3–0    | Argentina  | 25–17 | 25–20 | 25–22 |       |       | 75–59   | Relatório |
| 16 set | 19:25 | Japão      | 3–0    | Peru       | 25–9  | 25–19 | 25–15 |       |       | 75–43   | Relatório |
| 17 set | 10:00 | Bélgica    | 1–3    | Porto Rico | 25–20 | 23–25 | 19–25 | 19–25 |       | 86–95   | Relatório |
| 17 set | 13:00 | Turquia    | 3–0    | Bulgária   | 25–20 | 25–19 | 25–15 |       |       | 75–54   | Relatório |
| 17 set | 16:00 | Brasil     | 3–0    | Peru       | 25–14 | 25–13 | 25–15 |       |       | 75–42   | Relatório |
| 17 set | 19:25 | Japão      | 3–0    | Argentina  | 25–18 | 25–18 | 25–23 |       |       | 75–59   | Relatório |
| 19 set | 10:00 | Bélgica    | 0–3    | Argentina  | 21–25 | 20–25 | 18–25 |       |       | 59–75   | Relatório |
| 19 set | 13:00 | Turquia    | 3–1    | Peru       | 25–18 | 25–27 | 25–17 | 29–27 |       | 104–89  | Relatório |
| 19 set | 16:00 | Brasil     | 3–2    | Bulgária   | 25–13 | 22–25 | 27–29 | 25–21 | 15–8  | 114–96  | Relatório |
| 19 set | 19:25 | Japão      | 3–0    | Porto Rico | 25–23 | 25–21 | 25–13 |       |       | 75–57   | Relatório |
| 20 set | 10:00 | Bélgica    | 3–0    | Peru       | 25–12 | 25–13 | 25–21 |       |       | 75–46   | Relatório |
| 20 set | 13:00 | Turquia    | 3–1    | Argentina  | 25–16 | 22–25 | 25–15 | 25–15 |       | 97–71   | Relatório |
| 20 set | 16:00 | Brasil     | 3–0    | Porto Rico | 25–21 | 25–15 | 25–9  |       |       | 75–45   | Relatório |
| 20 set | 19:25 | Japão      | 3–0    | Bulgária   | 25–20 | 25–13 | 25–11 |       |       | 75–44   | Relatório |
| 22 set | 10:00 | Porto Rico | 3–2    | Argentina  | 28–30 | 19–25 | 25–19 | 25–23 | 15–8  | 112–105 | Relatório |
| 22 set | 13:00 | Bulgária   | 3–0    | Peru       | 25–13 | 25–18 | 25–16 |       |       | 75–47   | Relatório |
| 22 set | 16:00 | Brasil     | 0–3    | Turquia    | 21–25 | 27–29 | 19–25 |       |       | 67–79   | Relatório |
| 22 set | 19:25 | Japão      | 3–0    | Bélgica    | 28–26 | 25–18 | 25–14 |       |       | 78–58   | Relatório |
| 23 set | 10:00 | Porto Rico | 3–0    | Peru       | 26–24 | 25–22 | 25–21 |       |       | 76–67   | Relatório |
| 23 set | 13:00 | Bulgária   | 2–3    | Argentina  | 14–25 | 25–14 | 20–25 | 25–19 | 16–18 | 100–101 | Relatório |
| 23 set | 16:00 | Brasil     | 3–0    | Bélgica    | 25–18 | 25–14 | 25–20 |       |       | 75–52   | Relatório |
| 23 set | 19:25 | Japão      | 1–3    | Turquia    | 25–22 | 22–25 | 24–26 | 12–25 |       | 83–98   | Relatório |
| 24 set | 10:00 | Bulgária   | 1–3    | Porto Rico | 14–25 | 25–20 | 18–25 | 12–25 |       | 69–95   | Relatório |
| 24 set | 13:00 | Argentina  | 3–2    | Peru       | 20–25 | 25–12 | 10–25 | 25–18 | 15–10 | 95–90   | Relatório |
| 24 set | 16:00 | Turquia    | 3–0    | Bélgica    | 25–14 | 25–20 | 25–21 |       |       | 75–55   | Relatório |
| 24 set | 19:25 | Japão      | 2–3    | Brasil     | 21–25 | 25–22 | 25–27 | 25–15 | 10–15 | 106–104 | Relatório |

### Grupo C
- As partidas seguem o horário local (UTC+2).

|     |                |     | Jogos | Jogos | Jogos | Resultados | Resultados | Resultados | Resultados | Resultados | Resultados | Sets | Sets | Sets  | Pontos | Pontos | Pontos |
| Pos | Equipe         | Pts | T     | V     | D     | 3–0        | 3–1        | 3–2        | 2–3        | 1–3        | 0–3        | V    | P    | R     | V      | P      | R      |
| --- | -------------- | --- | ----- | ----- | ----- | ---------- | ---------- | ---------- | ---------- | ---------- | ---------- | ---- | ---- | ----- | ------ | ------ | ------ |
| 1   | Estados Unidos | 18  | 7     | 6     | 1     | 2          | 4          | 0          | 0          | 1          | 0          | 19   | 7    | 2.714 | 626    | 474    | 1.321  |
| 2   | Polônia        | 18  | 7     | 6     | 1     | 2          | 3          | 1          | 1          | 0          | 0          | 20   | 8    | 2.500 | 644    | 573    | 1.124  |
| 3   | Itália         | 15  | 7     | 5     | 2     | 4          | 1          | 0          | 0          | 2          | 0          | 17   | 7    | 2.429 | 572    | 480    | 1.192  |
| 4   | Tailândia      | 11  | 7     | 4     | 3     | 2          | 1          | 1          | 0          | 1          | 2          | 13   | 12   | 1.083 | 538    | 549    | 0.980  |
| 5   | Alemanha       | 11  | 7     | 4     | 3     | 1          | 1          | 2          | 1          | 1          | 1          | 15   | 14   | 1.071 | 624    | 621    | 1.005  |
| 6   | Eslovênia      | 6   | 7     | 2     | 5     | 1          | 0          | 1          | 1          | 1          | 3          | 9    | 17   | 0.529 | 510    | 574    | 0.889  |
| 7   | Colômbia       | 3   | 7     | 1     | 6     | 0          | 0          | 1          | 1          | 2          | 3          | 7    | 20   | 0.350 | 520    | 623    | 0.835  |
| 8   | Coreia do Sul  | 2   | 7     | 0     | 7     | 0          | 0          | 0          | 2          | 2          | 3          | 6    | 21   | 0.286 | 488    | 628    | 0.777  |

| Data   | Hora  |                | Placar |                | Set 1 | Set 2 | Set 3 | Set 4 | Set 5 | Total   | Relatório |
| ------ | ----- | -------------- | ------ | -------------- | ----- | ----- | ----- | ----- | ----- | ------- | --------- |
| 16 set | 11:30 | Estados Unidos | 3–0    | Colômbia       | 25–12 | 25–12 | 25–13 |       |       | 75–37   | Relatório |
| 16 set | 14:30 | Alemanha       | 3–0    | Tailândia      | 25–22 | 25–22 | 25–20 |       |       | 75–64   | Relatório |
| 16 set | 17:30 | Polônia        | 3–0    | Eslovênia      | 25–18 | 25–15 | 25–22 |       |       | 75–55   | Relatório |
| 16 set | 20:45 | Itália         | 3–0    | Coreia do Sul  | 25–11 | 25–20 | 25–17 |       |       | 75–48   | Relatório |
| 17 set | 11:30 | Alemanha       | 3–1    | Colômbia       | 23–25 | 28–26 | 25–19 | 25–14 |       | 101–84  | Relatório |
| 17 set | 14:30 | Estados Unidos | 3–0    | Tailândia      | 25–13 | 25–16 | 25–18 |       |       | 75–47   | Relatório |
| 17 set | 17:30 | Polônia        | 3–1    | Coreia do Sul  | 25–22 | 24–26 | 25–21 | 25–9  |       | 99–78   | Relatório |
| 17 set | 20:45 | Itália         | 3–0    | Eslovênia      | 25–15 | 25–15 | 25–17 |       |       | 75–47   | Relatório |
| 19 set | 11:30 | Alemanha       | 3–2    | Coreia do Sul  | 25–13 | 25–21 | 23–25 | 22–25 | 15–7  | 110–91  | Relatório |
| 19 set | 14:30 | Itália         | 3–1    | Tailândia      | 25–19 | 21–25 | 25–22 | 25–18 |       | 96–84   | Relatório |
| 19 set | 17:30 | Polônia        | 3–0    | Colômbia       | 25–21 | 25–21 | 25–13 |       |       | 75–55   | Relatório |
| 19 set | 20:30 | Estados Unidos | 3–1    | Eslovênia      | 25–13 | 25–13 | 20–25 | 25–13 |       | 95–64   | Relatório |
| 20 set | 11:30 | Itália         | 3–0    | Colômbia       | 25–15 | 25–20 | 25–20 |       |       | 75–55   | Relatório |
| 20 set | 14:30 | Estados Unidos | 3–1    | Coreia do Sul  | 20–25 | 25–17 | 25–19 | 25–17 |       | 95–78   | Relatório |
| 20 set | 17:30 | Polônia        | 2–3    | Tailândia      | 18–25 | 25–7  | 22–25 | 25–23 | 12–15 | 102–95  | Relatório |
| 20 set | 20:30 | Alemanha       | 3–2    | Eslovênia      | 17–25 | 25–21 | 19–25 | 25–16 | 15–12 | 101–99  | Relatório |
| 22 set | 11:30 | Colômbia       | 3–2    | Coreia do Sul  | 25–12 | 14–25 | 20–25 | 25–20 | 15–9  | 99–91   | Relatório |
| 22 set | 14:30 | Tailândia      | 3–0    | Eslovênia      | 25–21 | 25–23 | 25–18 |       |       | 75–62   | Relatório |
| 22 set | 17:30 | Polônia        | 3–2    | Alemanha       | 20–25 | 27–25 | 25–21 | 22–25 | 15–12 | 109–108 | Relatório |
| 22 set | 20:45 | Itália         | 1–3    | Estados Unidos | 19–25 | 25–23 | 21–25 | 18–25 |       | 83–98   | Relatório |
| 23 set | 11:30 | Colômbia       | 2–3    | Eslovênia      | 17–25 | 25–19 | 26–24 | 18–25 | 11–15 | 97–108  | Relatório |
| 23 set | 14:30 | Tailândia      | 3–0    | Coreia do Sul  | 25–14 | 25–16 | 25–16 |       |       | 75–46   | Relatório |
| 23 set | 17:30 | Polônia        | 3–1    | Estados Unidos | 27–25 | 16–25 | 25–23 | 25–16 |       | 93–89   | Relatório |
| 23 set | 20:45 | Itália         | 3–0    | Alemanha       | 25–20 | 25–22 | 25–15 |       |       | 75–57   | Relatório |
| 24 set | 11:30 | Coreia do Sul  | 0–3    | Eslovênia      | 13–25 | 20–25 | 23–25 |       |       | 56–75   | Relatório |
| 24 set | 14:30 | Tailândia      | 3–1    | Colômbia       | 25–19 | 20–25 | 25–23 | 28–26 |       | 98–93   | Relatório |
| 24 set | 17:30 | Estados Unidos | 3–1    | Alemanha       | 24–26 | 25–21 | 25–9  | 25–16 |       | 99–72   | Relatório |
| 24 set | 20:30 | Polônia        | 3–1    | Itália         | 15–25 | 26–24 | 25–23 | 25–21 |       | 91–93   | Relatório |